# Avioimpex
Avioimpex war eine mazedonische Fluggesellschaft mit Sitz in Skopje und Basis auf dem Flughafen Skopje.

## Geschichte
Die Gesellschaft wurde 1992 unter den Namen Interimpex-Avioimpex gegründet und war die Luftverkehrssparte eines Handelsunternehmens. Ab 1999 wurde für das gesamte Unternehmen nur noch der Name Avioimpex verwendet. Kriegerische Konflikte in der Region führten mehrmals zeitweise von einer Behinderung bis zur komplettem Einstellung des Flugbetriebs. Die mazedonische Luftverkehrbehörde CAA entzog der Gesellschaft 2002 das Betreiberzertifikat wegen finanzieller Probleme, woraufhin der Flugbetrieb eingestellt wurde.

## Flugziele
Avioimpex operierte von Skopje und Ohrid aus, ein Schwerpunkt im Flugplan wurde auf die Schweiz und Deutschland gelegt. In der Schweiz wurden die Ziele Genf und Zürich angesteuert, in Deutschland flog man nach Berlin (Schönefeld), Düsseldorf, Frankfurt, Stuttgart und Hamburg. Weitere Ziele waren Kopenhagen, Göteborg, Istanbul, Ljubljana, Wien und Zagreb.

## Flotte

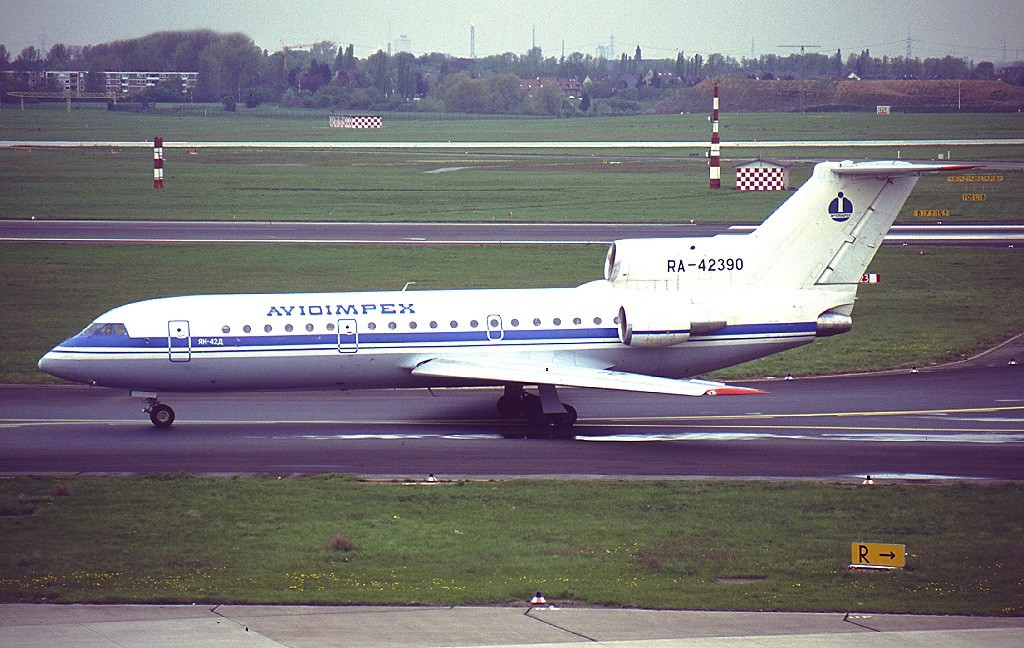
Die am 20. November 1993 verunglückte Maschine

- 1 Antonow An-12
- 1 Douglas DC-9-30
- 5 McDonnell Douglas MD-80
- 1 McDonnell Douglas DC-9[2]
- 1 Tupolev TU-154
- 3 Jakowlew Jak-42

## Zwischenfälle
- Am 20. November 1993 wurde eine Jakowlew Jak-42D der russischen Saratov Airlines (Kennzeichen RA-42390), betrieben für Avioimpex, in der Nähe des Flughafens Ohrid (Mazedonien) in einen Berg geflogen. Die Maschine war auf dem Weg von Genf nach Skopje, als die Piloten wegen schlechter Wetterbedingungen nach Ohrid auswichen. Bei diesem CFIT (Controlled flight into terrain) wurden alle 116 Insassen getötet (siehe auch Avioimpex-Flug 110).[3]